# Rod Finch
Rod Finch (Reino Unido, 5 de agosto de 1967) es un atleta británico retirado especializado en la prueba de 3000 m, en la que consiguió ser medallista de bronce europeo en pista cubierta en 1994.

## Carrera deportiva
En el Campeonato Europeo de Atletismo en Pista Cubierta de 1994 ganó la medalla de bronce en los 3000 metros, con un tiempo de 7:53.99 segundos, tras el alemán Kim Bauermeister y el rumano Ovidiu Olteanu.